# Кінець полустанку
«Кінець полустанку» — радянська кінокомедія 1935 року режисера Василя Федорова, знята на студії «Межрабпомфільм».

## Сюжет
Фільм висміює обивателів, відірваних від великого живого діла, чиї інтереси не поширюються далі присадибних городів. На маленькому полустанку, де життя тече нудно і одноманітно, старший телеграфіст Семен Семенович виявляє на своєму городі зникнення огірків, при цьому на грядках знаходить сліди чобіт з підковою. Засмучений, він збирається поділиться своїм горем з начальником полустанку Петром Євграфовичем, але раптом помічає, що чоботи начальника підбито підківками. Дорікнути начальству в крадіжці огірків і поставити питання відкрито Семен Семенович не може, але щоб відлякати злодія, він розповідає начальнику, що його город тепер буде вартувати зла собака. За відсутністю такої Семену Семеновичу довелося самому прогавкати всю ніч. Однак, це не допомогло — на ранок огірки знову зникли. Терпінню телеграфіста приходить кінець і він пред'являє претензії своєму начальнику, який, будучи ображеним, пише скарги по інстанціях, у чому від нього не відстає Семен Семенович. Невідомо, чим би все це скінчилося, але поруч з полустанком починається велике будівництво заводу, на полустанок стали надходити цінні і термінові вантажі для новобудови і двом ворогуючим сторонам стало не до скарг. А до крадіжки огірків Петро Євграфович був не причетний — на городі Семена Семеновича відбувалися побачення Васі Гнєдочкіна і телеграфістки Наташі, під час яких закохані пригощалися огірками.

## У ролях
- Іван Залеський —  Семен Семенович, телеграфіст
- Олександр Соловйов —  Петро Євграфович Дулін, начальник полустанку
- Ольга Ленська —  Настя, телеграфістка
- Борис Бєльський —  станційний сторож
- Володимир Бєлокуров —  Вася Гнєдочкін
- Михайло Болдуман —  парторг хімзаводу
- Микола Мічурін —  майстер заводу
- Валерій Соловцов —  робітник-активіст
- Юрій Лавров —  інженер
- Олександр Тимонтаєв — кермовий
- Костянтин Назаренко — майстер хімічного заводу

## Знімальна група
- Режисер — Василь Федоров
- Сценаристи — Леонід Соловйов, Василь Федоров
- Оператор — Луї Форестьє
- Композитор — Микола Крюков
- Художник — Фелікс Богуславський